# Nancy Marchand
Nancy Lou Marchand (n. 19 iunie 1928, Buffalo, New York, SUA – d. 18 iunie 2000, Stratford⁠(d), Connecticut, SUA) a fost o actriță americană. Și-a început cariera în teatru în 1951 și a devenit ulterior cunoscută datorită rolurilor de televiziune din Lou Grant⁠(d) și Clanul Soprano.

## Biografie
Marchand s-a născut în Buffalo, New York, pe 19 iunie 1928 și a crescut în suburbia newyorkeză Amherst. A urmat Liceul Amherst și a studiat actoria la Studio Theatre School din Buffalo. A absolvit Universitatea Carnegie-Mellon⁠(d) în 1949. A studiat teatrul la Herbert Berghof Studio⁠(d) din New York City.

## Cariera
Primul său rol de teatru a fost în reprezentația The Late George Apley (1946) din Ogunquit, Maine. Și-a făcut debutul pe Broadway în Îmblânzirea scorpiei în 1951. A câștigat un premiu Obie pentru The Balcony⁠(d) și a fost nominalizată la Premiile Tony la categoria „cea mai bună actriță într-o piesă de teatru⁠(d)” pentru The White Liars⁠(d) & Black Comedy⁠(d). A fost nominalizată de patru ori la Drama Desk Award, câștigând premiul pentru Morning's at Seven⁠(d). A câștigat un al doilea premiu Obie pentru interpretarea din The Cocktail Hour⁠(d).
A interpretat următoarele roluri în telenovele: Vinnie Phillips în Love of Life⁠(d), Theresei Lamonte în Another World⁠(d) și Edith Cushing în Lovers and Friends⁠(d).
Pentru rolul editorului de ziar Margaret Pynchon din Lou Grant, Marchand a câștigat patru premii Emmy la categoria „cea mai bună actriță în rol secundar într-un serial dramatic”, iar rolul Liviei Soprano, mama lui Tony Soprano, din  serialul HBO Clanul Soprano, i-a adus atât un Glob de Aur, un premiu Screen Actors Guild și două nominalizări la Emmy.
A apărut în numeroase seriale de antologie precum The Philco Television Playhouse⁠(d), Kraft Television Theatre⁠(d), Westinghouse Studio One⁠(d) și Playhouse 90⁠(d). De asemenea, a avut roluri în The Law and Mr. Jones⁠(d), Spenser: For Hire⁠(d), Law & Order⁠(d), Homicide: Life on the Street⁠(d), Coach⁠(d) și Night Court⁠(d).
Pe parcursul carierei, Marchand a apărut în lungmetraje precum The Bachelor Party⁠(d) (1957), Ladybug Ladybug⁠(d), Me, Natalie⁠(d), Tell Me That You Love Me, Junie Moon⁠(d), The Hospital⁠(d), The Bostonians⁠(d), Jefferson in Paris⁠(d), Brain Donors⁠(d), Reckless⁠(d), The Naked Gun: From the Files of Police Squad!⁠(d), Sabrina⁠(d), Dear God⁠(d) și From the Hip⁠(d) (1987).

## Viața personală
Marchand a fost căsătorit cu actorul Paul Sparer⁠(d). Acesta a murit în 1999 de cancer la vârsta de 75 de ani. Cuplul a avut trei copii: Katie, David și Rachel.
Marchand suferea de cancer pulmonar, emfizem și bronhopneumopatie obstructivă cronică. A murit pe 18 iunie 2000, cu o zi înainte să împlinească 72 de ani, în Stratford, Connecticut⁠(d). A fost inclusă postum în American Theater Hall of Fame⁠(d). Marchand a murit înainte să înceapă filmările pentru sezonul 3 din Clanul Soprano. Moartea sa a fost introdusă în scenariu și s-a creat o scenă finală pentru personajul său prin intermediul CGI și a scenelor realizate în sezoanele precedente.

## Filmografie

### Filme
| An   | Titlu                                          | Rol                     | Note        |
| ---- | ---------------------------------------------- | ----------------------- | ----------- |
| 1957 | The Bachelor Party                             | Mrs. Julie Samson       |             |
| 1963 | Ladybug Ladybug                                | Mrs. Andrews            |             |
| 1969 | Me, Natalie                                    | Edna Miller             |             |
| 1970 | Tell Me That You Love Me, Junie Moon           | Nurse Oxford            |             |
| 1971 | The Hospital                                   | Mrs. Christie           |             |
| 1984 | The Bostonians                                 | Mrs. Burrage            |             |
| 1987 | From the Hip                                   | Roberta Winnaker        |             |
| 1988 | The Naked Gun: From the Files of Police Squad! | Mayor Barkley           |             |
| 1991 | Regarding Henry                                | Headmistress            | nemenționat |
| 1992 | Brain Donors                                   | Lillian Oglethorpe      |             |
| 1995 | Jefferson in Paris                             | Madame Abbesse          |             |
| 1995 | Reckless                                       | Grandmother             |             |
| 1995 | Sabrina                                        | Maude Larrabee          |             |
| 1996 | Dear God                                       | Judge Kits Van Heynigan |             |

### Televiziune
| An        | Titlu                           | Rol                | Note                                           |
| --------- | ------------------------------- | ------------------ | ---------------------------------------------- |
| 1950      | Westinghouse Studio One         | Jo March           | 2 episoade                                     |
| 1951      | Lux Video Theatre               | Joan               | Episodul: "Forever Walk Free"                  |
| 1951–1958 | Kraft Theatre                   | Abby               | 9 episoade                                     |
| 1953      | Studio One in Hollywood         | Miss Marmon        | Episodul: "The Hospital"                       |
| 1953      | The Philco Television Playhouse | Clara              | Episodul: "Marty"                              |
| 1953      | Lux Video Theatre               | Phyllis            | Episodul: "Two for Tea"                        |
| 1954      | Pond's Theater                  | Charlotte          | 4 episoade                                     |
| 1957      | Studio One in Hollywood         | Eleanor            | Episodul: "Rudy"                               |
| 1957      | The United States Steel Hour    | Gen Arnold         | Episodul: "Windfall"                           |
| 1957      | Shirley Temple's Storybook      | Queen              | Episodul: "The Sleeping Beauty"                |
| 1958      | Playhouse 90                    | Sylvia Sands       | Episodul: "Free Weekend"                       |
| 1959      | Armstrong Circle Theatre        | Mrs. Howard Jones  | Episodul: "Miracle at Spring Hill"             |
| 1959      | Playhouse 90                    | Mrs. Yarbrough     | Episodul: "The Hidden Image"                   |
| 1959      | NBC Sunday Showcase             | Mrs. Clegg         | Episodul: "The Indestructible Mr. Gore"        |
| 1959      | R.C.M.P.                        | Gerta Boyd         | Episodul: "Little Girl Lost"                   |
| 1959      | The Bells of St. Mary's         | Sister Michael     | Film de televiziune                            |
| 1960      | Play of the Week                | Margaret           | 2 episoade                                     |
| 1960      | The Law and Mr. Jones           | Dorothy            | Episodul: "The Long Echo"                      |
| 1961      | The Defenders                   | Mrs. Crile         | Episodul: "The Attack"                         |
| 1962      | Naked City                      | Esther Lindall     | Episodul: "The Multiplicity of Herbert Konish" |
| 1964      | The Defenders                   | Rhoda Banter       | Episodul: "Hollow Triumph"                     |
| 1972      | Look Homeward, Angel            | Madame Elizabeth   | Film de televiziune                            |
| 1975      | Beacon Hill                     | Mary Lassiter      | 13 episoad                                     |
| 1976      | Another World                   | Theresa Lamonte    | Nr. de episoade necunoscut                     |
| 1977–1982 | Lou Grant                       | Margaret Pynchon   | 99 de episoade                                 |
| 1977      | Soldier's Home                  | Mrs. Krebs         | Film de televiziune                            |
| 1983      | Sparkling Cyanide               | Lucilla Drake      | Film de televiziune                            |
| 1984      | Cheers                          | Dr. Hester Crane   | Episodul: "Diane Meets Mom"                    |
| 1986      | Spenser: For Hire               | Emily Garden       | Episodul: "In a Safe Place"                    |
| 1986      | North and South, Book II        | Dorothea Dix       | 6 episoade                                     |
| 1990–1992 | Coach                           | Marlene Watkins    | 2 episoade                                     |
| 1992      | Law & Order                     | Mrs. Barbara Ryder | Episodul: "Blood Is Thicker"                   |
| 1992      | Night Court                     | Louise Cahill      | 2 episoade                                     |
| 1993      | Crossroads                      | Aunt Dorothy       | Episodul: "The Nickel Curve"                   |
| 1994      | Homicide: Life on the Street    | Lorraine Freeman   | Episodul: "All Through the House"              |
| 1999–2000 | The Sopranos                    | Livia Soprano      | 21 de episoade                                 |

### Teatru
| An   | Titlu                            | Rol                                      | Note |
| ---- | -------------------------------- | ---------------------------------------- | ---- |
| 1951 | The Taming of the Shrew          | Hostess / Curtis                         |      |
| 1953 | Love's Labour's Lost             | Princess of France                       |      |
| 1953 | The Merchant of Venice           | Nerissa                                  |      |
| 1956 | The Good Woman of Setzuan        | Mrs. Mi Tzu                              |      |
| 1957 | Miss Isobel                      | Miriam Ackroyd                           |      |
| 1959 | Much Ado About Nothing           | Ursula                                   |      |
| 1962 | Tchin-Tchin                      | Pamela Pew Pickett (understudy)          |      |
| 1963 | Strange Interlude                | Nina Leeds                               |      |
| 1966 | 3 Bags Full                      | Genevieve                                |      |
| 1966 | The Alchemist                    | Performer                                |      |
| 1966 | Yerma                            | Dolores                                  |      |
| 1967 | After the Rain                   | Gertrude Forbes-Cooper                   |      |
| 1968 | Cyrano de Bergerac               | Roxane's Duenna / Sister Claire          |      |
| 1968 | Forty Carats                     | Mrs. Latham                              |      |
| 1971 | And Miss Reardon Drinks A Little | Ceil Adams                               |      |
| 1971 | Mary Stuart                      | Queen Elizabeth                          |      |
| 1972 | Enemies                          | Tatiana                                  |      |
| 1973 | The Plough and the Stars         | Mrs. Gogan                               |      |
| 1973 | Veronica's Room                  | The Woman (standby)                      |      |
| 1975 | The Glass Menagerie              | Amanda Wingfield (standby)               |      |
| 1980 | Morning's at Seven               | Ida Bolton                               |      |
| 1984 | Awake and Sing!                  | Bessie Berger                            |      |
| 1985 | The Octette Bridge Club          | Connie                                   |      |
| 1989 | Love Letters                     | Melissa Gardner (replacement)            |      |
| 1993 | The White Liars & Black Comedy   | Miss Furnival / Sophie, Baroness Lemberg |      |